# ジェームス・クラフツ

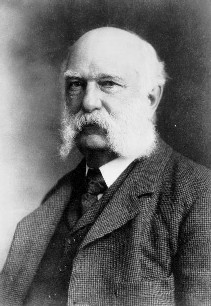
ジェームス・クラフツ

ジェームズ・メイソン・クラフツ（James Mason Crafts, 1839年3月8日 – 1917年6月20日）はアメリカ合衆国の化学者。1877年、シャルル・フリーデルと共にフリーデル・クラフツ反応を開発したことで知られる。
マサチューセッツ州ボストンに生まれ、1858年にハーバード大学を卒業した。博士号を取得することはなかったが、ドイツで3年間、ついでパリで1865年まで化学を学んだのちアメリカに戻り、1868年、ニューヨーク州イサカで新しく設立されたコーネル大学で初めての教授に就任した。イサカの冬があまりにも厳しすぎたためマサチューセッツ工科大学に移り、1897年から1900年までの間、第4代学長を務めた。